# Jean-Baptiste Bernaz
Jean-Baptiste Bernaz, né le 18 juillet 1987 à Fréjus, est un athlète de l'équipe de France de voile olympique. Présent sur les circuits internationaux de Laser, depuis 2006, le sudiste de Sainte-Maxime a été le plus jeune athlète de l'équipe de France de voile aux Jeux olympiques d'été de 2008 de Pékin et marin de l'année 2022.

## Palmarès

### Jeux olympiques
- 8e des Jeux olympiques d'été de 2008 à Pékin en Laser
- 10e des Jeux olympiques d'été de 2012 à Londres en Laser
- 5e des Jeux olympiques d'été de 2016 à Rio de Janeiro en Laser
- 6e des Jeux olympiques d'été de 2020 à Tokyo en Laser

### Jeux méditerranéens
- Jeux méditerranéens de 2022 à Oran ( Algérie) :
  -  médaille d'or en Laser
- Jeux méditerranéens de 2013 à Mersin ( Turquie) :
  -  médaille d'argent en Laser
- Jeux méditerranéens de 2009 à Pescara ( Italie) :
  -  médaille d'or en Laser

### Championnat du monde
- 18e au championnat du monde de Laser en 2008
- 7e au championnat du monde de Laser en 2010
- 1er au World série à Santander en Laser saison 2017
- 6e au championnat du monde de Laser en 2019
- 1er au championnat du monde ILCA7 en 2022

### Championnat d'Europe
- 2e au championnat d'Europe de Laser en 2007

## Distinctions
Il est élu marin de l'année 2022.